# Beilschmiedia moratii
Beilschmiedia moratii är en lagerväxtart som beskrevs av H. van der Werff. Beilschmiedia moratii ingår i släktet Beilschmiedia och familjen lagerväxter. Inga underarter finns listade i Catalogue of Life.